# Aeria olena
Espèce
Aeria olena est une espèce d'insectes lépidoptères de la famille des Nymphalidae, de la sous-famille des Danainae et du genre Aeria.

## Dénomination
Aeria olena a été décrit par Gustav Weymer en 1875.

### Noms vernaculaires
En anglais Aeria olena se nomme Olena Clearwing.

### Sous-espèces
- Aeria olena olena
- Aeria olena ssp au Brésil dans le Mato-Grosso.
- Aeria olena ssp au Brésil (Pernambuco)[1].

## Description
Aeria olena est un papillon aux ailes à apex arrondi avec les ailes antérieures bien plus longues que les ailes postérieures. Sur le dessus les ailes sont de couleur marron terne et ornées de bandes blanc crème, aux ailes antérieures une allant du bord costal au bord externe et séparant l'apex, l'autre partant de la base en triangle et couvrant la cellule, une bande aux ailes postérieures partant de la base et couvrant e3. 
Le revers est semblable.

## Écologie et distribution
Aeria olena est présent dans l'est du Brésil et le nord-est de l'Argentine.

### Protection
Pas de statut de protection particulier.